# Rome (tv-serie)
 For alternative betydninger, se Rome. (Se også artikler, som begynder med Rome)
Rome er en BAFTA-, Golden Globe- og Emmy-nomineret tv-serie skabt af John Milius, William J. MacDonald og Bruno Heller. Serien er primært skrevet af Heller. Rome blev produceret i Italien af BBC, HBO og RAI.
Seriens første sæson blev oprindeligt sendt på HBO mellem 28. august and 20. november 2005. Den anden og sidste season havde premiere den 14. januar 2007 og sluttede den 25. marts 2007 i the USA.
Serien er et historisk drama, som omhandler den turbulente periode i Roms historie ved overgangen fra den romerske republik til det romerriget og inkluderer i den forbindelse historiske personer så som Cæsar, Augustus og Marcus Antonius.